# CC-324

## Características
Esta carretera comunica los municipios extremeños de Cáceres y Casar de Cáceres, a 7,89 km de distancia uno de otro. Es una carretera de un carril por sentido, casi en línea recta con ligeras curvas.

## Recorrido
La carretera empieza en la plaza de Argel, a los pies de la plaza de toros de Cáceres. Continúa hasta la Ronda Norte por la avenida de las Lavanderas, y sale del municipio de Cáceres. A 7 km llega a la autovía  A-66 , y un poco más adelante, a 2 km llega al municipio de Casar de Cáceres.
| Punto Kilométrico | Especificaciones                 |
| ----------------- | -------------------------------- |
| 0                 | Cáceres                          |
| 1                 | Cruce con Ronda Norte de Cáceres |
| 7                 | Enlace con A-66                  |
| 8                 |                                  |
| 9                 | Casar de Cáceres                 |

## Datos
La carretera CC-324 es utilizada por más de 10.000 vehículos al día, según estudios. Entre la A-66 y la rotonda de la Ronda Norte hay 6 km.